# Котельниковское сельское поселение (Крым)
Котельниковское се́льское поселе́ние (укр. Котельниківське сільське поселення, крымскотат. Акъяр Джийрен кой юрту, Aqyar Ciyren köy yurtu) — муниципальное образование в Красногвардейском районе Республики Крым России, в степной зоне полуострова.
Административный центр — село Котельниково.

## История
В советское время был образован Котельниковский сельский совет.
Ранее в него входило село Биюк-Кабачь.
Сельское поселение образовано в соответствии с законом Республики Крым от 5 июня 2014 года.

## Население
| 2001  | 2014  | 2015  | 2016  | 2017  | 2018  | 2019  |
| ----- | ----- | ----- | ----- | ----- | ----- | ----- |
| 2341  | ↘2070 | ↗2075 | ↗2098 | ↗2123 | ↗2139 | ↘2112 |
| 2020  | 2021  |       |       |       |       |       |
| ↘2095 | ↗2178 |       |       |       |       |       |

## Состав сельского поселения
| № | Населённый пункт | Тип населённого пункта       | Население |
| - | ---------------- | ---------------------------- | --------- |
| 1 | Котельниково     | село, административный центр | ↘1373     |
| 2 | Дубровское       | село                         | ↘672      |
| 3 | Машино           | село                         | ↘25       |